# Welcome to the Freak Show
Welcome to the Freak Show é o quinto álbum e o primeiro gravado ao vivo da banda dc Talk, lançado em 1997. Há um fato interessante no álbum, duas das faixas são covers de bandas não cristãs: "Help" (The Beatles) e "It's the end of the world" (R.E.M.).
O disco venceu um Grammy Award, na categoria "Best Rock Gospel Album".

## Faixas
1. "Help!" – 1:02
2. "So Help Me God" – 4:27
3. "Luv Is a Verb" – 4:54
4. "Like It, Love It, Need It" – 7:58
5. "Colored People" – 4:47
6. "Jesus Is Just Alright" – 5:58
7. "What If I Stumble" – 6:12
8. "In the Light" – 5:02
9. "Mind's Eye" – 6:04
10. "It's the End of the World as We Know It (And I Feel Fine)" – 7:18
11. "Day by Day" – 4:35
12. "Walls" – 2:16
13. "Time Is..." – 3:51
14. "Alas My Love" – 2:12
15. "The Hardway" – 5:43
16. "Jesus Freak" – 6:03